# Joseph Rousse
Pour les articles homonymes, voir Rousse.
Joseph Rousse est un poète, anthologiste, historien et homme politique français né à La Plaine-sur-Mer le 12 février 1838, mort à Paris le 10 mai 1909.

## Biographie
Fils d'Adolphe Rousse, capitaine au long cours, et d'Ernestine Griffé, Joseph Rousse naît à La Plaine (Loire-Inférieure) le 12 février 1838.
En 1845, la famille Rousse s'installe au Croisic. Le jeune Joseph est collégien à Saint-Stanislas de Nantes et poursuit ses études au Petit séminaire des Couëts à Bouguenais. Titulaire du baccalauréat, il entreprend en 1855 des études de droit dans la capitale. À Paris, il loge à la pension Fénelon réservée aux adhérents du cercle des étudiants catholiques. Il appartient au groupe de prière dirigé par Léon d'Arbois de Jubainville, frère de l'historien et archiviste Henri d'Arbois de Jubainville. Il se lie d'amitié avec la romancière Marie Delorme. Licencié en droit, il est nommé avocat stagiaire au Tribunal civil de Nantes en 1859, puis titulaire en 1862.
À Nantes, il fréquente le salon littéraire d'Adine Riom où il rencontre le vicomte Théodore Hersart de la Villemarqué et Louis Tiercelin. Joseph Rousse publie ses premières poésies en 1865 dans la Revue de Bretagne et Vendée avec laquelle il collabore jusqu'en 1907 notamment par plusieurs articles de critique poétique. En 1866, sa santé l'oblige à séjourner au Croisic et à Pornic où il compose le recueil de poèmes Au Pays de Retz. Après un voyage qui le mène en Italie et en Suisse, il publie en 1867 Poèmes italiens et bretons. Après la guerre de 1870, il collabore à un nouveau journal républicain conservateur nantais, l'Indépendance de l'Ouest dont le rédacteur en chef est Paul Perret.
La carrière politique de Joseph Rousse débute lors de son bref engagement journalistique. En octobre 1871, il est élu conseiller général républicain du canton de Pornic. L'année suivante, il est nommé juge au tribunal de Lannion. Joseph Rousse épouse en 1873 Marie-Thèrèse Rousselot (fille du banquier nantais Francis Rousselot), le couple aura quatre filles. En 1873, il est nommé juge à Châteaubriant et réélu en 1874 dans le canton de Pornic. En 1876, il échoue aux élections législatives en Loire-Inférieure dans l'arrondissement de Paimbœuf  face à un royaliste, le comte de Juigné. Républicain et conservateur, ses adversaires de la droite royaliste n'hésitent pas à le qualifier de radical. Mais au Conseil général, où il s'intéresse particulièrement aux questions scolaires, il s'oppose à ses amis républicains lorsque ceux-ci soutiennent les premières manifestations de politique anti-cléricale (décrets de 1880 contre les congrégations religieuses). Il renonce alors à toute carrière politique et s'associe avec ses beaux-frères de la banque nantaise Rousselot.
En 1878, Joseph Rousse publie le recueil Cantilènes qui lui vaut le qualificatif de poète impressionniste. Il correspond avec les Félibres de Provence, Aubanel, Frédéric Mistral et Joseph Roumanille, lui-même ancien élève du poète nantais Émile Péhant, qui lui écrit que les poètes bretons sont frères des Félibres.
En 1887, il perd son épouse dont il publie les lettres ainsi que son frère le peintre Adolphe Rousse auquel il a consacré une étude et qui repose avec lui dans le cimetière de Pornic. En 1889, le poète est au sommaire du Parnasse breton contemporain de Louis Tiercelin et Joseph-Guy Ropartz avec trois poésies : Le bourg natal, Les couchers de soleil, La hulotte ainsi que le quatrain A un poète sceptique que l'anthologiste Tiercelin reprend dans sa préface :
En fixant mon regard sur tes vitres glacées

Qu'argentait un rayon, je pensais à tes vers :

Ils sont comme un tissu de brillantes pensées ;

Mais j'aurais bien voulu voir le ciel au travers.
En 1891, Joseph Rousse, ruiné par la faillite de la banque Rousselot, obtient l'emploi de sous-bibliothécaire à la Bibliothèque municipale de Nantes. Il en devient le conservateur en 1895, poste qu'avait exercé avant lui Émile Péhant, auteur du monumental catalogue de la bibliothèque. Il suit ses traces en publiant en 1901 le catalogue des manuscrits de la période révolutionnaire de l'important fonds Dugast-Matifeux précédé d'une notice sur le donateur. Il est aussi l'auteur de nombreuses études d'histoire locale, essentiellement sur la période révolutionnaire ainsi que de travaux généalogiques. À partir de 1893, il collabore régulièrement avec la revue L'Hermine fondée en 1890 par Louis Tiercelin et dans laquelle il donne poésies, nouvelles et critiques poétiques. En 1895, il publie La Poésie bretonne au XIXe siècle où il développe l'apport original de la poésie dans le renouveau artistique breton de son temps.
Dans les années qui suivent, Joseph Rousse publie des drames et nouvelles, plusieurs mettant en scène son Pays de Retz natal. C'est le cas de la nouvelle Jeanne de Prigny, ou du drame Le château de Machecoul, où il évoque la figure d'Étienne Gaschignard, régent du collège de la ville et auteur d'une Histoire de Bretagne.
En 1905, la revue Ar Bobl le qualifie de principale personnalité des Bretons de Nantes. En juillet 1908, il quitte ses fonctions à la Bibliothèque de Nantes, il meurt à Paris chez son gendre le 10 mai 1909. En 1912, son recueil posthume de poésie Les Germandrées est publié et préfacé par son successeur à la Bibliothèque de Nantes Marcel Giraud-Mangin.

## L'œuvre poétique
Composée de moins de 300 pièces en 8 recueils, elle n'est pas très étendue et trouve sa principale inspiration dans l'évocation de la nature, les manifestations de l'art, les amitiés et les deuils, la religion. Le style est simple et dépouillé, sans emphase. Joseph Rousse cherche l'effet poétique par la sincérité du sentiment face à la beauté ou les épreuves. Charles Robinot-Bertrand le qualifie ainsi de poète impressionniste.
Les champs de lin sont azurés

Comme les étangs dans les plaines, 

Et les vertes pousses de chênes

Ont perdu leurs reflets dorés
La fleur neigeuse des viornes

S'épanouit dans les buissons

Où les béliers aux jeunes cornes

Broutent les feuilles de houblons.
L'églantier se couvre de roses.
 
Partout se dresse au bord des eaux, 

Sur le sol pierreux des coteaux,

La digitale aux cloches roses.
(En mai, recueil Cantilènes)

### Poète chrétien et nationaliste breton
« Il est républicain catholique et breton séparatiste ; il voudrait voir la croix du Christ dominer l'échafaudage républicain de notre époque et la bannière de Bretagne marcher libre à côté du drapeau français. »

— Dominique CAILLE, revue de Bretagne et Vendée 1890.
L'inspiration bretonne et le regret inavoué de ne pouvoir vivre dans une Bretagne libre sont présents dans l'œuvre poétique de Joseph Rousse comme dans son œuvre d'anthologiste. La nostalgie de la Bretagne heureuse et l'espoir en une République fédéraliste où la Bretagne jouirait d'une indépendance presque complète, débarrassée des lois anticléricales imposées par une France peu respectueuse de ses engagements, donnent à sa poésie des dernières années un accent plus viril.
Jadis la Bretagne était fière ;

Son drapeau flottait respecté, 

Sur la mer bleue et sur la terre,

Au soleil de la liberté.

Pour la richesse et la puissance,

Ses ducs marchaient égaux des rois.

Maudit soit le jour où la France

Soumit la Bretagne à ses lois !
(Plainte des Bretons, recueil Les Germandrées)

### L'œuvre d'anthologiste et de critique poétique
En 1895, Joseph Rousse publie son œuvre majeure, La Poésie bretonne au XIXe siècle qui est plus qu'une anthologie, une étude sur l'art poétique breton de son siècle où le mysticisme de l'âme celte et le sentiment de la nationalité bretonne apparaissent comme les sources d'inspiration des poètes
"Les Bretons sont un peuple poète, parce qu'ils ont à un degré imminent le don de concevoir le beau et de le rendre sensible"
Dans cet ouvrage qu'il met sous les auspices de Chateaubriand et Lamennais, Joseph Rousse souligne le travail de précurseur de Théodore Hersart de la Villemarqué même s'il fait part des réticences suscitées par l'authenticité contestée du Barzaz-Breiz. Les poètes de langue bretonne, à commencer par le barde Auguste Brizeux en qui Rousse reconnaît un maître, viennent en tête de l'étude. Suivent les poètes francophones et parmi eux les nantais comme le Parnassien Charles Robinot-Bertrand, Adine Riom ou l'inspirateur de l'école nantaise Émile Péhant dont les épopées en vers ont fait l'admiration du jeune Rousse.

### Œuvres poétiques
- Au Pays de Retz, 1867
- Poèmes italiens et bretons, 1869
- Poésies, Paris 1875
- Cantilènes, Paris 1878
- Poésies bretonnes, 1882 (reprend les précédents recueils)
- Chants d'un celte, 1886
- Chants de deuils, 1891
- Les Germandrées, 1912 (posthume)

### Anthologie
- La poésie bretonne au XIXe siècle, Paris P. Lethielleux 1895

### Études littéraires et comptes-rendus
Consacrées à plusieurs poètes, dont Émile Péhant (1867) Julien Duchesne, Ollivier de Gourcuff et Dominique Caillé (1891)

### Théâtre et nouvelles
- Le château de Machecoul, drame, 1899
- Drames et récits bretons, 1902
- Jean le Sournois, 1900

### Travaux bibliographiques et historiques
- Stéphane de La Nicollière-Teijeiro, archiviste de la ville de Nantes (1893)
- Un érudit breton : Jean-Baptiste Chevas (1899)
- Plusieurs études biographiques concernant les guerres de Vendée : Cathelineau, Louis Guérin, Charles Danguy, seigneur de Vue, le général Joly ainsi que plusieurs brochures consacrées aux officiers de Charrette.

### Travaux généalogiques
Notes sur les familles Le Ray de la Clartais et Le Ray du Fumet, Brivon, Griffé-Raphael
Jean Le Ray de Saint-Mesme, secrétaire du roi 1899
Jean Le Ray de la Clartais député de Saint-Domingue 1901
Voir la bibliographie plus complète donnée par Jakeza Le Lay : Joseph Rousse 1838-1909 poète breton éd. HOR YEZH, notamment la liste des articles parus dans la Revue de Bretagne et Vendée (1865-1907) et dans L'Hermine (1893-1903) Joseph Rousse a également publié des poésies dans le bulletin de la Société Archéologique et Historique de Loire Inférieure (1867 et 1900)

### Sources
- Jakeza Le Lay, Joseph Rousse 1838-1909 poète breton éditions Hor Yezh 1995 (avec le concours de l'Institut culturel de Bretagne).
- De Wismes baron, Les Germandrées, Compte-rendu et notice biographique sur l'auteur, bulletin de la Société Académique de Nantes 1912.
- Dominique Caille, Figures de mon pays, Joseph Rousse, Revue Bretagne Anjou Vendée 1890.
- Julien Duchesne, un héritier de Brizeux, poésies de M. Joseph Rousse, Annales de Bretagne 1886.
- Émilien Maillard, Nantes et le département au XIXe siècle : littérateurs, savants, musiciens, & hommes distingués, 1891.